# ايمانويل تابيا
ايمانويل تابيا (بالإسبانية: Emanuel Tapia)‏ (22 يناير 1989 في المكسيك - ) هو لاعب كرة قدم مكسيكي في مركز الهجوم. لعب مع أتلاتيكو إيرابواتو وDelfines F.C. ‏ ويونيون ديبورتيفو كورتيدورز ‏ واستوديانتس دي التاميرا ‏ ونادي كيريتارو وMurciélagos F.C. ‏.

## وصلات خارجية
- ايمانويل تابيا على موقع قاعدة بيانات كرة القدم.إي يو (الإنجليزية)
- ايمانويل تابيا على موقع Soccerway.com (الإنجليزية)